# Großer Preis der Schweiz 1934

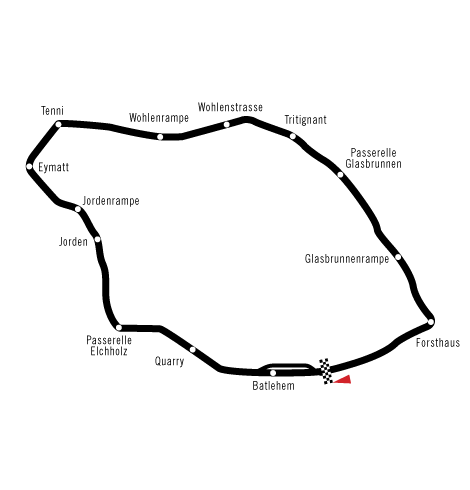
Die Bremgarten-Rundstrecke in der befahrenen Version

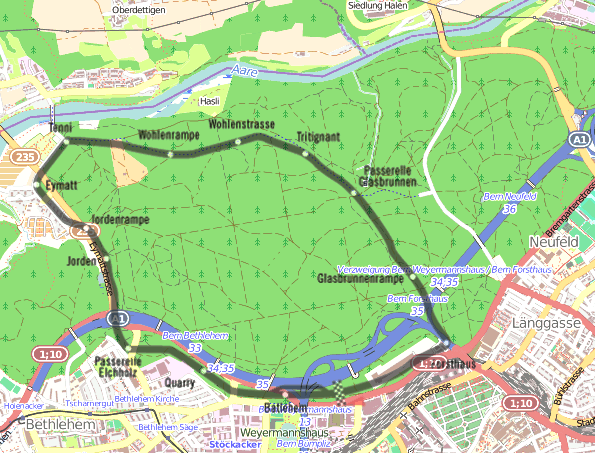
Lage im Stadtgebiet

Der I. Große Preis der Schweiz fand am 26. August 1934 auf der Bremgarten-Rundstrecke in Bremgarten bei Bern statt. Das Rennen zählte in diesem Jahr noch lediglich zur Kategorie der Épreuves a priorité, wurde aber dennoch nach den Bestimmungen der Internationalen Grand-Prix-Rennformel (Rennwagen bis maximal 750 kg Leergewicht; 85 cm Mindestbreite; Renndistanz mindestens 500 km) über 70 Runden à 7,280 km ausgetragen, was einer Gesamtdistanz von 509,60 km entsprach.
Sieger wurde Hans Stuck auf einem Auto Union Typ A. Das am gleichen Tag als Rahmenprogramm durchgeführte Rennen der Voiturette-Kategorie wurde von Richard Seaman auf einem von Whitney Straight eingesetzten MG K3 „Magnette“ gewonnen. Die Veranstaltung wurde vom tödlichen Unfall des Briten Hugh Caulfield Hamilton auf einem ebenfalls von Whitney Straight gemeldeten Maserati 8CM im Hauptrennen überschattet.

## Rennen
Obwohl zu Beginn zunächst noch nicht im Status eines Grandes Épreuves war es der Schweiz mit Austragung des ersten eigenen offiziellen Großen Preises auf der ebenso anspruchsvollen, wie gefährlichen Rundstrecke im Berner Bremgartenwald auf Anhieb erfolgreich gelungen, sich im Kreis der Grand-Prix-Nationen zu etablieren. Um den Ambitionen Nachdruck zu verleihen, wurde außerdem unter dem Titel Prix de Berne am selben Tag vorab noch ein eigenständiges Rennen für sogenannte Voiturette-Rennwagen (einer Vorläuferkategorie der späteren Formel 2) durchgeführt, das sich in den Folgejahren ebenfalls zur festen Institution und zum eigentlichen Saisonhöhepunkt für diese Rennkategorie entwickelte.
Obwohl am gleichen Tag – als Épreuve a priorité stand dem Großen Preis der Schweiz noch kein exklusiv reservierter Termin im jährlichen Rennkalender zu – in Frankreich auch noch der Grand Prix du Comminges in St. Gaudens angesetzt war, hatte sich mit den Mannschaften von Daimler-Benz, Auto Union, Alfa Romeo (offiziell vertreten durch die Scuderia Ferrari), Bugatti und Maserati in Bern die gesamte Grand-Prix-Elite versammelt. Ein außergewöhnliches Element war dabei die Vergabe der besten Startposition an den Schnellsten im Training, Hans Stuck auf Auto Union, während die übrigen Startpositionen weiterhin auf bis dahin übliche Weise per Losverfahren bestimmt wurden. 
Als weitere Favoriten neben Stuck galten daneben die Mercedes-Fahrer Rudolf Caracciola und Luigi Fagioli, sowie Louis Chiron und Achille Varzi für Alfa Romeo Scuderia Ferrari. Tazio Nuvolari, der als wohl größter Fahrer seiner Zeit gilt, befand sich nach seinem Zerwürfnis mit Ferrari in der Vorsaison mit seinem bereits veralteten Maserati 8CM im Nachteil und wurde obendrein noch von seinem beim Rennen in Alessandria davongetragenen Beinverletzungen stark behindert.
Bei einsetzendem Regen, der die Strecke mit ihren zahlreichen Belagwechseln noch einmal erheblich gefährlicher machte, war Stuck durch die bessere Traktion seines Heckmotor-Rennwagens offenbar im Vorteil und kam mit einem beachtlichen Vorsprung von bereits zehn Sekunden auf seine Verfolger aus der ersten Runde zurück. Dahinter lieferten sich Nuvolari und Chiron einen rundenlangen Kampf, in dem der Italiener mit seinem eigentlich unterlegenen Maserati dennoch die meiste Zeit die Oberhand behielt. Mindestens ebenso erstaunlich war auch der Vormarsch von René Dreyfus auf seinem altmodisch wirkenden, noch immer zweisitzigen Bugatti Type 59, der sich an Caracciola (Mercedes) und Varzi (Alfa Romeo) vorbei auf den vierten Platz schieben konnte. Caracciola, der ebenfalls immer noch unter den Verletzungsfolgen seines Unfalls in 1933 in Monaco litt, übergab daraufhin das Steuer seines Rennwagens an Reservefahrer Hanns Geier. 
Während Stuck seinen Vorsprung auf das übrige Feld auch auf abtrocknender Straße immer weiter ausbaute, woran auch sein planmäßiger Tankstopp zur Halbzeit des Rennens nicht viel änderte, gab es dahinter einige Verschiebungen. Zunächst fiel Nuvolari mit technischen Problemen zurück und musste das Rennen schließlich auch ganz aufgeben und Dreyfus gelang es schließlich sogar, auch den wenig motiviert wirkenden Chiron von Rang zwei zu verdrängen. Auch die Mercedes-Benz-Rennwagen waren einmal mehr eine Enttäuschung und wurden in ihrem Vorankommen zunehmend durch technische Probleme behindert. So konnte der von ganz am Ende des Felds gestartete zweite Auto-Union-Fahrer August Momberger, obwohl zu diesem Zeitpunkt von Stuck bereits überrundet, Platz um Platz gutmachen und schließlich sogar wenige Runden vor Schluss sogar auf den zweiten Platz vorrücken, weil Dreyfus die Boxen aufsuchen musste, um Kühlwasser nachzufüllen. 
In der letzten Runde des Rennens kam es schließlich noch zu einem besonders tragischen Zwischenfall, als der Maserati 8CM des bereits mehrfach überrundeten Briten Hugh Hamilton bei hoher Geschwindigkeit von der Strecke abkam und an einem Baum zerschellte. Der Fahrer erlag noch vor Ort seinen Verletzungen.

## Ergebnisse

### Meldeliste
Pro Rennstall durften drei Wagen gemeldet werden.
| Team                        | Nr. | Fahrer                  | Info  | Chassis              | Motor                                   | Reifen |
| --------------------------- | --- | ----------------------- | ----- | -------------------- | --------------------------------------- | ------ |
| Auto Union AG               | 02  | Hermann zu Leiningen    |       | Auto Union A         | Auto Union 4.4L V16 Kompressor          | C      |
| Auto Union AG               | 04  | August Momberger        |       | Auto Union A         | Auto Union 4.4L V16 Kompressor          | C      |
| Auto Union AG               | 06  | Hans Stuck              |       | Auto Union A         | Auto Union 4.4L V16 Kompressor          | C      |
| Daimler-Benz AG             | 08  | Manfred von Brauchitsch |       | Mercedes-Benz W 25   | Mercedes-Benz M 25 A 3.4L I8 Kompressor | C      |
| Daimler-Benz AG             | 10  | Rudolf Caracciola a     |       | Mercedes-Benz W 25   | Mercedes-Benz M 25 A 3.4L I8 Kompressor | C      |
| Daimler-Benz AG             | 12  | Luigi Fagioli           |       | Mercedes-Benz W 25   | Mercedes-Benz M 25 A 3.4L I8 Kompressor | C      |
| Daimler-Benz AG             | 03  | Hanns Geier             | RES b | Mercedes-Benz W 25   | Mercedes-Benz M 25 A 3.4L I8 Kompressor | C      |
| Automobiles Ettore Bugatti  | 14  | René Dreyfus            |       | Bugatti T59          | Bugatti 3.3L I8 Kompressor              |        |
| Earl Howe                   | 16  | Earl Howe               |       | Maserati 8CM         | Maserati 3.0L I8 Kompressor             | D      |
| Clifton Penn-Hughes         | 18  | Clifton Penn-Hughes     | DNA   | Alfa Romeo 8C-2300   | Alfa Romeo 2.3L I8 Kompressor           |        |
| Tazio Nuvolari              | 20  | Tazio Nuvolari          |       | Maserati 8CM         | Maserati 3.0L I8 Kompressor             |        |
| Luigi Soffietti             | 22  | Luigi Soffietti         | DNA   | Alfa Romeo Monza     | Alfa Romeo 2.6L I8 Kompressor           |        |
| Gruppo Genovese San Giorgio | 24  | Renato Balestrero       |       | Alfa Romeo Monza     | Alfa Romeo 2.6L I8 Kompressor           | P      |
| Gruppo Genovese San Giorgio | 26  | Clemente Biondetti      |       | Maserati 8C-3000     | Maserati 3.0L I8 Kompressor             | P      |
| Scuderia Ferrari            | 28  | Louis Chiron            |       | Alfa Romeo Tipo B/P3 | Alfa Romeo 2.9L I8 Kompressor           | E      |
| Scuderia Ferrari            | 30  | Pietro Ghersi           |       | Alfa Romeo Tipo B/P3 | Alfa Romeo 2.9L I8 Kompressor           | E      |
| Scuderia Ferrari            | 32  | Achille Varzi           |       | Alfa Romeo Tipo B/P3 | Alfa Romeo 2.9L I8 Kompressor           | E      |
| Hans Ruesch                 | 36  | Hans Ruesch             | DNS c | Maserati 8CM         | Maserati 3.0L I8 Kompressor             |        |
| László Hartmann             | 38  | László Hartmann         |       | Bugatti T51          | Bugatti 2.3L I8 Kompressor              |        |
| Whitney Straight Ltd.       | 40  | Hugh Caulfield Hamilton |       | Maserati 8CM         | Maserati 3.0L I8 Kompressor             |        |

### Startaufstellung
Die Startpositionen wurden nicht anhand der Trainingszeiten vergeben, sondern ausgelost.
| Biondetti 3:17 min    |                  | Varzi 2:58 min    |                       | Stuck 2:50,4 min         |
|                       |                  |                   |                       |                          |
|                       | Chiron 2:59 min  |                   | (Rüesch) a (3:06 min) |                          |
|                       |                  |                   |                       |                          |
| Balestrero 3:35 min   |                  | Nuvolari 2:56 min |                       | Hartmann 3:29 min        |
|                       |                  |                   |                       |                          |
|                       | Ghersi 3:13 min  |                   | Caracciola 2:55 min   |                          |
|                       |                  |                   |                       |                          |
| zu Leiningen 3:16 min |                  | Hamilton 3:02 min |                       | von Brauchitsch 3:18 min |
|                       |                  |                   |                       |                          |
|                       | Fagioli 2:56 min |                   | Dreyfus 2:54 min      |                          |
|                       |                  |                   |                       |                          |
|                       |                  | Howe 3:24 min     |                       | Momberger 2:56 min       |

### Rennergebnis
| Pos. | Fahrer                        | Konstrukteur  | Runden | Stopps | Zeit        | Start | Schnellste Runde | Ausfallgrund     |
| ---- | ----------------------------- | ------------- | ------ | ------ | ----------- | ----- | ---------------- | ---------------- |
| 01   | Hans Stuck                    | Auto Union    | 70     |        | 3:37:51,6 h | 1     |                  |                  |
| 02   | August Momberger              | Auto Union    | 69     |        | + 1 Runde   | 16    | 2:53,0 min       |                  |
| 03   | René Dreyfus                  | Bugatti       | 69     |        | + 1 Runde   | 14    |                  |                  |
| 04   | Achille Varzi                 | Alfa Romeo    | 69     |        | + 1 Runde   | 2     |                  |                  |
| 05   | Louis Chiron                  | Alfa Romeo    | 69     |        | + 1 Runde   | 5     |                  |                  |
| 06   | Luigi Fagioli                 | Mercedes-Benz | 68     |        | + 2 Runden  | 15    |                  |                  |
| 07   | Pietro Ghersi                 | Alfa Romeo    | 66     |        | + 4 Runden  | 10    |                  |                  |
| 08   | Clemente Biondetti            | Maserati      | 66     |        | + 4 Runden  | 3     |                  |                  |
| —    | Hugh Caulfield Hamilton       | Maserati      | 64     |        | DNF         | 12    |                  | tödlicher Unfall |
| —    | Earl Howe                     | Maserati      | 63     |        | NC          | 17    |                  |                  |
| —    | Rudolf Caracciola Hanns Geier | Mercedes-Benz | 62     |        | NC          | 9     |                  |                  |
| —    | Manfred von Brauchitsch       | Mercedes-Benz | 52     |        | DNF         | 11    |                  | defekte Ölpumpe  |
| —    | Renato Balestrero             | Alfa Romeo    | 47     |        | DNF         | 8     |                  | Getriebeschaden  |
| —    | Tazio Nuvolari                | Maserati      | 35     |        | DNF         | 7     |                  | Motorschaden     |
| —    | Hermann zu Leiningen          | Auto Union    | 18     |        | DNF         | 13    |                  | Getriebeschaden  |
| —    | László Hartmann               | Bugatti       | 13     |        | DNF         | 6     |                  | Mechanik         |
| —    | Hans Ruesch                   | Maserati      |        |        | DNS         | 4     |                  |                  |